# Ахмед ел Бахри
Ахмед ел Бахри (Ријад, Саудијска Арабија, 18. септембар 1980) је професионални фудбалер и репрезентативац Саудиске Арабије који наступа у фудбалском клубу Ал Шабаб из Саудијске Арабије.
Маркос Пакета, селектор репрезентације Саудијске Арабије, уврстио је Ахмеда ел Барија у тим за Светско првенство у фудбалу 2006. у Немачкој. Ахмед ел Бари игра на позицији одбрамбеног играча.